# Російсько-японський кордон
Російсько-японський кордон — державний кордон, що проходить між Росією з півночі та Японією з півдня. По всій довжині є морським. Де-факто пролягає через Кунаширську протоку, протоку Зради та Радянську протоку, що відділяють о. Кунашир та острови Хабомай від японського острова Хоккайдо. Хоча можливо було встановити кордон ще в протоці Лаперуза між Сахаліном та Хоккайдо, відстань між якими приблизно 24 морські милі, (згідно морського права це дозволено), але Японія звузила в цій протоці свої територіальні води до 3 морських миль. Вона зробила це через секретні договори зі США стосовно проходження американських військових суден, які можуть нести ядерну зброю через протоку Лаперуза (щоб прохід був поза межами Японії).
З точки зору Японії та ще кількох країн, російсько-японський кордон пролягає через протоку Фріза (протока Еторофу), яка розділяє острови Уруп та Ітуруп, а острови на південний захід від неї (Ітупуп, Кунашир, Шикотан, група островів Хабомаї) є окупованими Росією.

## Історія

Зміни кордонів

### ХІХ сторіччя
Вперше російсько-японський кордон офіційно був встановлений 7 лютого 1855 р., коли був встановлений Сімодський трактат про торгівлю та кордони. По ньому кордон проходив протокою Фріза, що розділяє острови Ітуруп та Уруп. Всі острови південніше Урупа відходили до Японії. А це: Кунашир, Ітуруп, Шикотан та острови Хабомай. Але неврегульованим залишилось питання Сахаліну, через що виникали між російськими та японськими купцями та моряками суперечки.
7 травня 1875 р. підписали Санкт-Петербурзький договір. За яким Росія отримала від Японії Південний Сахалін, взамін та передала Японії всі Курильські острови. Отже, кордон був урегульований.

### ХХ сторіччя
В 1904 — 1905 рр. відбулася російсько-японська війна. По результатам якої уклали Портсмутський мирний договір. Він передавав Японії південний Сахалін, залишаючи за нею всі Курильські острови. Що не влаштувало ні Російську імперію, ні СРСР, який утворився згодом. Але 20 січня 1925 р. підписавши Пекінський договір СРСР погодився на незручні для нього ці умови.
В 1939 — 1945 рр. світ сколихнула Друга світова війна. СРСР висадившись на території південного Сахаліну (де була утворена префектура Карафуто) окупував її та в односторонньому порядку разом з всіма Курильськими островами включив також Південний Сахалін до своєї території.

## Цікаві факти
Хоча Японію називають "Країною сонця, що сходить", проте це не вірно в районі острова Кунашир. Він знаходиться східніше о. Хоккайдо, відділеного Кунаширською протокою. Якщо дивитися на сонце наприкінці дня, то воно буде заходити за горами Хоккайдо. З цієї позиції Японія — "країна сонця, що заходить".

## Територіальна суперечка

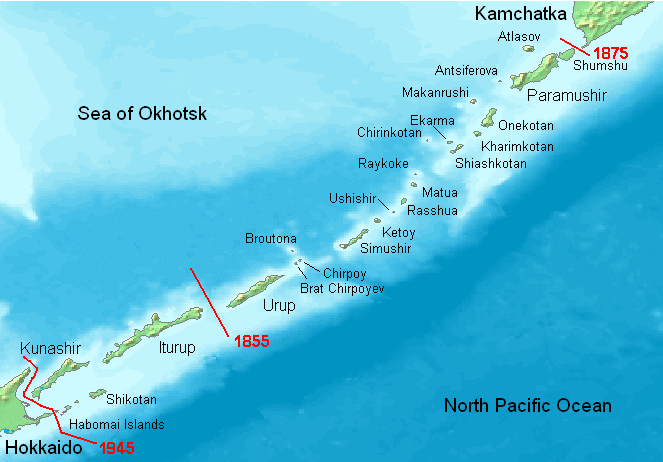
Зміни кордонів в районі Курильських островів

Японія не визнає існуючий фактично кордон. Вона наполягає, щоб спільний кордон проходив тільки протокою Фріза, (як в 1855 — 1875 рр.), залишаючи за нею південніші острови. Ця межа була встановлена першим договором обох країн (Сімодський трактат 1855 р.). Сьогодні в законодавстві Японії спірні острови є частиною округу Немуро префектури Хоккайдо. Росія адміністративно їх відносить всі (крім Ітурупа) до Южно-Курильського району. Ітуруп до — Курильського району Сахалінської області.

## Дивись також
- Проблема Північних територій